# Экономический интерес
Экономический интерес — термин, категория, используемая в экономике, финансах для обозначения стимулов деятельности субъектов экономических отношений, определяя их поведение. Стимулами деятельности экономических субъектов выступают рост стоимости или получения дохода в результате осуществления финансовых операций, а также иного участия в хозяйственной деятельности. В процессе экономической деятельности люди взаимодействуют друг с другом, руководствуясь своими интересами. Их интересы представляют сложную систему, затрагивающую, по существу, все отношения в обществе.
Первоначально интерес как коммерческий и правовой термин возник в средние века и означал возмещение ущерба.
Согласно словарю Брокгауза и Ефрона издания 1898 г., «Интерес обозначает выгоду или пользу отдельного лица или известной совокупности лиц, противополагаемые выгоде и пользе других лиц». Таким образом, словом «интерес» в конце XIX в. обозначалась выгода для кредитора и стоимость пользования денежными средствами для заёмщика.

## Использование понятия «интерес» в экономических исследованиях и экономической теории

### «Интерес» в различных экономических теориях
Положение об определяющей роли интереса (именно как экономического) среди мотивов человеческой деятельности было выдвинуто впервые французскими материалистами XVIII века и представителями английской классической политической экономии.
По мнению Адама Смита, людьми движут собственные интересы:

 Не от благожелательности мясника, пивовара или булочника ожидаем мы получить свой обед, а от соблюдения ими своих собственных интересов. Мы обращаемся не к их гуманности, а к их эгоизму, и говорим им вовсе не о наших нуждах, а об их выгодах.
Представители марксистской теории политической экономии также использовали категорию «экономический интерес» для объяснения мотивации людей при капитализме.

Экономические отношения каждого данного общества проявляются прежде всего как интересы.
В современной экономической теории также широко применяется понятие экономического интереса, связываемое с понятиями «выгода», «выбор», «максимализм», «рациональность». Основные положения сводятся к следующим: люди, как правило, совершают те действия, которые, по их мнению, должны принести им наибольшую выгоду. Участники же рыночной экономики рассчитывают уже на «чистую» выгоду, то есть выгоду, превышающую затраты на её достижение (прибыль, чистый доход, чистый дисконтированный доход, процентный доход и т. д.)

Стремление к своей выгоде — неотчуждаемое право любого субъекта рыночной экономики.

Рыночную экономику можно определить как непрерывный процесс совместного достижения её субъектами индивидуальной и общественно чистой выгоды.
Многоплановость и глубина категорий «интерес» и «экономический интерес» определяют внимание, уделяемое им в современных экономических исследованиях.

### Понятие «интерес» в теории стейкхолдеров
Понятие «интерес» широко применяется в теории стейкхолдеров. В теории стейкхолдеров основное внимание уделяется конфликту финансовых интересов заинтересованных сторон и оптимизации этих интересов.
Конфликт возникает в связи с тем, что у разного типа стейкхолдеров существуют различные интересы. Например, у акционеров компании основной финансовый интерес состоит в увеличении стоимости компании. У менеджмента (менеджеров, управляющих компании) основной финансовый интерес в — увеличении уровня оплаты труда.

### Интерес в экономике и социологии труда
С точки зрения исследователей экономики и социологии труда экономический интерес представляет собой интерес к денежным и материально-вещественным средствам удовлетворения потребностей.

## Проявления экономического интереса в системе экономических отношений
В системе экономических отношений существует большое многообразие экономических интересов. Каждый интерес имеет своего носителя — субъекта. По субъектам экономические интересы могут быть индивидуальными (личные, частные), групповыми (коллективные), общественными и в конечном итоге общечеловеческими. В последних двух отражаются национальные, государственные, классовые и т. п. интересы. Классифицировать экономические интересы можно и по другим признакам (критериям). Например, по временному признаку можно выделить текущие и перспективные.

## Примечание
1. ↑  Экономический интерес. Экономический словарь. Дата обращения: 13 августа 2010. Архивировано из оригинала 22 октября 2010 года.
2. ↑  Интерес как экономическая категория. Дата обращения: 23 августа 2010. Архивировано 4 апреля 2012 года.
3. 1 2 3 4  Экономические интересы и хозяйственный механизм (недоступная ссылка — история). Про Форекс. Дата обращения: 23 августа 2010.
4. ↑  Роль интересов в экономике (недоступная ссылка — история). Про Форекс. Дата обращения: 13 августа 2010.
5. ↑  Интерес. Словарь русских синонимов (онлайн версия). Дата обращения: 13 августа 2010. Архивировано из оригинала 14 января 2012 года.
6. ↑  Интерес // Толковый словарь живого великорусского языка : в 4 т. / авт.-сост. В. И. Даль. — 2-е изд. — СПб. : Типография М. О. Вольфа, 1880—1882.
7. ↑  См. статью Интерес
8. ↑  Интерес // Энциклопедический словарь Брокгауза и Ефрона : в 86 т. (82 т. и 4 доп.). — СПб., 1890—1907.
9. ↑  Интересы экономические // Большая советская энциклопедия : [в 30 т.] / гл. ред.  А. М. Прохоров. — 3-е изд. — М. : Советская энциклопедия, 1969—1978.
10. ↑  Адам Смит. Исследования о природе и причинах богатства народов = An Inquiry into the Nature and Causes of the Wealth of Nations. — М.: ОГИЗ, 1935. — Т. 1. — С. 17.
11. ↑  Маркс К. и Энгельс Ф. Сочинения. — 2-е издание. — М. — Т. 18. — С. 271.
12. ↑  Макконнелл К., Брю С. Экономикс. — М.: Республика, 1992. — Т. 1. — С. 40.
13. ↑  Самуэльсон П. Экономика. — М.: Алгон, 1998. — Т. 1. — С. 30.
14. ↑  Диссертации по вопросам исследования категории «экономический интерес» (недоступная ссылка)  (недоступная ссылка с 24-05-2013 [4455 дней])
15. ↑  Санин В. В. Баланс и конфликт интересов стейкхолдеров в стратегических и бизнес-планах компании (недоступная ссылка — история) // Корпоративные финансы : Журнал. — 2009. — № 2(10). — С. 112—132.
16. ↑  Адамчук В. В., Ромашов О. В., Сорокина М. Е. Потребности и интересы как детерминанты трудового поведения // Экономика и социология труда: Учебник для вузов. — М.: ЮНИТИ, 1999. — 407 с. Архивировано 22 сентября 2010 года.